# Ceratophyus rossii
Ceratophyus rossii is een keversoort uit de familie mesttorren (Geotrupidae). De wetenschappelijke naam van de soort werd in 1865 gepubliceerd door Henri Jekel.